# Sunshine (Victoria)
Sunshine ist ein Vorort von Melbourne, Victoria in Australien, liegt 11 bis 13 km westlich von der CBD, und ist der Verwaltungssitz der City of Brimbank lokales Verwaltungsgebiet. Sunshine verzeichnete bei der Volkszählung 2016 eine Bevölkerung von 9.768.
Sunshine, ursprünglich eine kleine Landstadt in der Nähe von Melbourne, ist heute ein Vorort mit einer Mischung aus Häusern aus der Zeit nach der Ersten und Zweiten Weltkriege und einem Stadtzentrum, das ein wichtiges Einzelhandelszentrum im Westen Melbournes ist. Es ist auch einer von Melbournes wichtigsten Arbeitsplätzen außerhalb der CBD mit vielen Industrieunternehmen in der Gegend und ist ein wichtiger Knotenpunkt des öffentlichen Verkehrs mit V/Line und Metro-Dienste in Sunshine Station und einem großen Bus-Austausch.